# Кліфтон Мігесо
Кліфтон Мігесо Аїсі (англ. Clifton Miheso Ayisi; нар. 5 лютого 1993, Какамега, Кенія) — кенійський футболіст, вінґер «Гор Магія».

## Клубна кар'єра

### Ранні роки
Футбольну кар'єру розпочав у кенійській Прем'єр-лізі. З 2011 по 2013 рік грав за «Тхіка Юнайтед», після чого приєднався до «Софапаки», де відіграв три сезони.

### ВПС
5 березня 2015 року, після 3-х місячного перегляду, підписав 1-річний контракт з клубом фінської Вейккаусліги ВПС.

### «АФК Леопардс»
31 січня 2016 року повернувся до Кенії, де приєднався до одного з грандів місцевої Прем'єр-ліги «АФК Леопардс», підписавши з клубом 6-місячний контракт.

### «Голден Ерроуз»
4 липня 2016 року приєднався приєднався до південноафриканського клубу «Голден Ерроуз», який готувався до старту сезону 2016/17 років. Дебютував за нову команду 24 серпня 2016 року в програному (1:3) поєдинку проти «Кайзер Чифс», вийшовши на поле на 62-й хвилині.

### «Білдкон»
У березні 2017 року підсилив «Білдкон» із Суперліги Замбії.

### Вояж до Португалії
Під час зимового трансферного вікна сезону 2018/19 повернувся до Європи, підписавши контракт з португальським «Олімпіку» (Монтіжу). Дебютував за нову команду 10 березня 2019 року в переможному (1:0) домашньому поєдинку 25-о туру чемпіонату Португалії Пріу проти «Амори». Мігесо вийшов на поле в стартовому складі, а на 54-й хвилині його замінив Айзек Боак'є. У португальськійпершості зіграв 3 поєдинки, після чого виїхав з країни.

### Повернення на батьківщину
У 2019 році повернувся до Кенії, де спочатку приєднався до «Адміністрейшн Поліс». Проте вже незабаром підсилив гранда кенійського футбол, «Гор Магія».

## Кар'єра в збірній
Дебютував у футболці національної збірної Кенії 27 лютого 2012 року в товариському матчі проти збірної Єгипту. Дебютним голом за «Харамбі Старз» відзначився 27 липня 2012 року в переможному (5:0) поєдинку проти Ботсвани. Входив до складу гравців збірної, яка виграла у фінальному поєдинку кубку КЕСАФА 2012 проти Уганди, а також до складу тих гравців збірної, які повторили це досягнення на домашньому турнірі наступного року.

### Голи за збірну
Рахунок та результат збірної Кенії в таблиці подано на першому місці.
| №  | Дата              | Місце                                 | Суперник          | Рахунок | Результат | Змагання                      |
| -- | ----------------- | ------------------------------------- | ----------------- | ------- | --------- | ----------------------------- |
| 1. | 12 липня 2012     | Національний стадіон Н'яйо, Найробі   | Ботсвана          | 1–0     | 3–1       | Товариський матч              |
| 2. | 12 липня 2012     | Національний стадіон Н'яйо, Найробі   | Ботсвана          | 2–0     | 3–1       | Товариський матч              |
| 3. | 27 листопада 2012 | Національний стадіон Мандела, Кампала | Південний Судан   | 2–0     | 2–0       | Кубок КЕСАФА 2012             |
| 4. | 30 листопада 2012 | Національний стадіон Мандела, Кампала | Ефіопія           | 2–0     | 3–1       | Кубок КЕСАФА 2012             |
| 5. | 10 грудня 2013    | Національний стадіон Н'яйо, Найробі   | Танзанія          | 1–0     | 1–0       | Кубок КЕСАФА 2013             |
| 6. | 24 березня 2018   | Стад де Марракеш, Марракеш            | Коморські Острови | 2–2     | 2–2       | Товариський матч              |
| 7. | 2 червня 2018     | Футбольна арена Мумбай, Мумбаї        | Нова Зеландія     | 1–1     | 2–1       | Міжконтинентальний кубок 2018 |